# Ivelina Taleva
Ivelina Taleva (bulgariska: Ивелина Талева), född den 25 mars 1977 i Plovdiv, Bulgarien, är en bulgarisk gymnast.
Hon tog OS-silver i rytmisk gymnastik för trupper i samband med de olympiska gymnastiktävlingarna 1996 i Atlanta.